# Saison 1988-1989 des Celtics de Boston
La saison 1988-1989 des Celtics de Boston est la  saison de la 43e franchise américaine de la National Basketball Association (NBA). 
Il s'agit de la première saison de Jimmy Rodgers en tant qu'entraîneur principal de l'équipe, après avoir été adjoint dans le staff technique. L’équipe des Celtics est entravée par la perte de leur ailier All-Star, Larry Bird, à la suite d'une blessure au talon qui a nécessité une intervention chirurgicale. Bird ne joue que six matchs en début de saison avant d’être blessé. Les Celtics remportent alors 42 victoires cette saison, alors qu'ils remportaient en moyenne 60 matchs les saisons précédentes, arrivant en tête de la Conférence Est. Cette saison, ils atteignent la 8e place de la conférence, décrochant une place en playoffs dans le dernier match de la saison régulière. Les Celtics sont toujours dangereux au Boston Garden, battant à la fois les Lakers de Los Angeles et les Pistons de Détroit, mais ont des difficultés à l'extérieur.
Les Celtics ont affronté les Pistons en playoffs pour la 4e fois en 5 saisons, mais cette fois beaucoup plus tôt, au premier tour. Une nouvelle fois, les Celtics sont éliminés par la formation de Détroit, à l'issue de 3 matchs.

## Draft
| Tour | Rang | Joueur        | Position | Nationalité | Provenance    |
| ---- | ---- | ------------- | -------- | ----------- | ------------- |
| 1    | 24   | Brian Shaw    | SG       | États-Unis  | Santa Barbara |
| 3    | 74   | Gerald Paddio | SF/SG    | États-Unis  | UNLV          |

## Classements de la saison régulière
| Conférence Est | Conférence Est         | Conférence Est | Conférence Est | Conférence Est |
| No             | Franchise              | Vic.           | Déf.           | PCT            |
| -------------- | ---------------------- | -------------- | -------------- | -------------- |
| 1              | Pistons de Détroit C   | 63             | 19             | 76.8           |
| 2              | Knicks de New York     | 52             | 30             | 63.4           |
| 3              | Cavaliers de Cleveland | 57             | 25             | 69.5           |
| 4              | Hawks d'Atlanta        | 52             | 30             | 63.4           |
| 5              | Bucks de Milwaukee     | 49             | 33             | 59.8           |
| 6              | Bulls de Chicago       | 47             | 35             | 57.3           |
| 7              | 76ers de Philadelphie  | 46             | 36             | 56.1           |
| 8              | Celtics de Boston      | 42             | 40             | 51.2           |
|                |                        |                |                |                |
| 9              | Bullets de Washington  | 40             | 42             | 48.8           |
| 10             | Pacers de l'Indiana    | 28             | 54             | 34.1           |
| 11             | Nets du New Jersey     | 26             | 56             | 31.7           |
| 12             | Hornets de Charlotte   | 20             | 62             | 24.4           |

| Division Atlantique   | V  | D  | PCT  | GB |
| --------------------- | -- | -- | ---- | -- |
| Knicks de New York    | 52 | 30 | 63.4 | -  |
| 76ers de Philadelphie | 46 | 36 | 56.1 | 6  |
| Celtics de Boston     | 42 | 40 | 51.2 | 10 |
| Bullets de Washington | 40 | 42 | 48.8 | 12 |
| Nets du New Jersey    | 26 | 56 | 31.7 | 26 |
| Hornets de Charlotte  | 20 | 62 | 24.4 | 32 |

## Effectif
| Numéro | Joueur         | Position | Provenance                                    |
| ------ | -------------- | -------- | --------------------------------------------- |
| 00     | Robert Parish  | C        | Centenary (LA)                                |
| 3      | Dennis Johnson | PG       | Pepperdine                                    |
| 4      | Jim Paxson     | PG       | Dayton                                        |
| 7      | Kelvin Upshaw  | SG       | Utah                                          |
| 12     | Otis Birdsong  | SG       | Houston                                       |
| 20     | Brian Shaw     | SG       | Saint Mary's, UC Santa Barbara                |
| 31     | Ron Grandison  | PF       | University of California, Irvine, New Orleans |
| 32     | Kevin McHale   | PF       | Minnesota                                     |
| 33     | Larry Bird     | SF       | Indiana State University                      |
| 34     | Kevin Gamble   | SF       | Iowa                                          |
| 35     | Reggie Lewis   | SF       | Northeastern University                       |
| 42     | Mark Acres     | C        | Oral Roberts                                  |
| 44     | Danny Ainge    | PG       | BYU                                           |
| 45     | Ramón Rivas    | C        | Temple                                        |
| 53     | Joe Kleine     | C        | Notre Dame, Arkansas                          |
| 54     | Ed Pinckney    | PF       | Villanova                                     |
| 54     | Brad Lohaus    | PF       | Iowa                                          |

## Playoffs

### Premier tour
(1) Pistons de Détroit vs. (8) Celtics de Boston : Boston s'incline sur la série 3-0
- Game 1 @ The Palace of Auburn Hills, Auburn Hills : Détroit 101-91 Boston
- Game 2 @ The Palace of Auburn Hills, Auburn Hills : Détroit 102-95 Boston
- Game 3 @ Boston Garden, Boston : Détroit 100-85 Boston

## Statistiques

### Saison régulière
| Joueur         | Matchs | Titul. | Min./m | % Tir | % 3pts | % LF | Rbds/m. | Pass/m. | Int/m. | Ctr/m. | Pts/m. |
| -------------- | ------ | ------ | ------ | ----- | ------ | ---- | ------- | ------- | ------ | ------ | ------ |
| Mark Acres     | 62     | 0      | 10.2   | .482  | 1.000  | .542 | 2.4     | 0.3     | 0.3    | 0.1    | 2.2    |
| Danny Ainge    | 45     | 28     | 30.0   | .460  | .374   | .891 | 3.4     | 4.8     | 1.2    | 0.0    | 15.9   |
| Larry Bird     | 6      | 6      | 31.5   | .471  |        | .947 | 6.2     | 4.8     | 1.0    | 0.8    | 19.3   |
| Otis Birdsong  | 13     | 0      | 8.3    | .500  | .333   | .000 | 1.0     | 0.7     | 0.2    | 0.1    | 2.8    |
| Kevin Gamble   | 44     | 6      | 8.5    | .551  | .182   | .636 | 1.0     | 0.8     | 0.3    | 0.1    | 4.3    |
| Ron Grandison  | 72     | 0      | 7.3    | .415  | .000   | .738 | 1.3     | 0.6     | 0.3    | 0.0    | 2.5    |
| Dennis Johnson | 72     | 72     | 32.1   | .434  | .140   | .821 | 2.6     | 6.6     | 1.3    | 0.3    | 10.0   |
| Joe Kleine     | 28     | 2      | 17.8   | .457  | .000   | .828 | 4.9     | 1.1     | 0.5    | 0.2    | 6.1    |
| Reggie Lewis   | 81     | 57     | 32.8   | .486  | .136   | .787 | 4.7     | 2.7     | 1.5    | 0.9    | 18.5   |
| Brad Lohaus    | 48     | 15     | 15.4   | .433  | .000   | .761 | 3.0     | 1.0     | 0.4    | 0.5    | 5.6    |
| Kevin McHale   | 78     | 74     | 36.9   | .546  | .000   | .818 | 8.2     | 2.2     | 0.3    | 1.2    | 22.5   |
| Robert Parish  | 80     | 80     | 35.5   | .570  |        | .719 | 12.5    | 2.2     | 1.0    | 1.5    | 18.6   |
| Jim Paxson     | 57     | 7      | 20.0   | .454  | .167   | .816 | 1.3     | 1.9     | 0.7    | 0.1    | 8.6    |
| Ed Pinckney    | 29     | 9      | 23.4   | .540  |        | .798 | 5.1     | 1.5     | 1.0    | 0.8    | 10.1   |
| Ramón Rivas    | 28     | 0      | 3.3    | .387  | .000   | .640 | 0.9     | 0.1     | 0.1    | 0.0    | 1.4    |
| Brian Shaw     | 82     | 54     | 28.1   | .433  | .000   | .826 | 4.6     | 5.8     | 1.0    | 0.3    | 8.6    |
| Kelvin Upshaw  | 23     | 0      | 20.6   | .490  | .200   | .700 | 1.6     | 4.2     | 0.8    | 0.1    | 7.0    |

### Playoffs
| Joueur         | Matchs | Titul. | Min./m | % Tir | % 3pts | % LF  | Rbds/m. | Pass/m. | Int/m. | Ctr/m. | Pts/m. |
| -------------- | ------ | ------ | ------ | ----- | ------ | ----- | ------- | ------- | ------ | ------ | ------ |
| Mark Acres     | 2      | 0      | 1.0    | .000  | .000   |       | 0.5     | 0.0     | 0.0    | 0.0    | 0.0    |
| Otis Birdsong  | 3      | 1      | 6.7    | .200  | .000   |       | 0.7     | 0.3     | 0.3    | 0.3    | 0.7    |
| Kevin Gamble   | 1      | 1      | 29.0   | .364  | .000   | .000  | 1.0     | 2.0     | 1.0    | 0.0    | 8.0    |
| Dennis Johnson | 3      | 1      | 19.7   | .267  |        |       | 1.3     | 3.0     | 1.0    | 0.0    | 2.7    |
| Joe Kleine     | 3      | 0      | 21.7   | .545  | .000   | .778  | 5.7     | 0.7     | 0.0    | 0.3    | 6.3    |
| Reggie Lewis   | 3      | 3      | 41.7   | .473  | .000   | .692  | 7.0     | 3.7     | 1.7    | 0.0    | 20.3   |
| Kevin McHale   | 3      | 3      | 38.3   | .488  |        | .739  | 8.0     | 3.0     | 0.3    | 0.7    | 19.0   |
| Robert Parish  | 3      | 3      | 37.3   | .455  |        | .778  | 8.7     | 2.0     | 1.3    | 0.7    | 15.7   |
| Ed Pinckney    | 3      | 0      | 15.0   | .250  |        | 1.000 | 1.7     | 0.3     | 0.3    | 0.3    | 2.7    |
| Brian Shaw     | 3      | 3      | 41.3   | .512  | .000   | .778  | 5.7     | 6.3     | 1.0    | 0.0    | 17.0   |
| Kelvin Upshaw  | 3      | 0      | 8.0    | .417  |        |       | 0.7     | 1.7     | 0.3    | 0.0    | 3.3    |

## Récompenses
- Robert Parish, All-NBA Third Team
- Kevin McHale, NBA All-Defensive Second Team
- Brian Shaw, NBA All-Rookie Second Team